# Laurie Blouin
Laurie Blouin (ur. 7 kwietnia 1996 w Stoneham) – kanadyjska snowboardzistka, specjalizująca się w konkurencjach slopestyle i big air, wicemistrzyni olimpijska.

## Kariera
Po raz pierwszy na arenie międzynarodowej pojawiła się 21 stycznia 2012 roku w Sun Peaks, gdzie zajęła piąte miejsce w zawodach FIS Race w slopestyle’u. W marcu 2012 roku wystartowała na mistrzostwach świata juniorów w Sierra Nevada, zajmując 21. miejsce w tej samej konkurencji. Na rozgrywanych rok później mistrzostwach świata juniorów w Erzurum wywalczyła w slopestyle’u złoty medal. W zawodach Pucharu Świata zadebiutowała 26 lutego 2012 roku w Stoneham, zajmując ósme miejsce. Tym samym już w swoim debiucie wywalczyła pierwsze pucharowe punkty. Pierwszy raz na podium zawodów tego cyklu stanęła 22 sierpnia 2015 roku w Cardronie, kończąc rywalizację w slopestyle’u na drugiej pozycji. W zawodach tych rozdzieliła dwie reprezentantki USA: Jamie Anderson i Hailey Langland. Najlepsze wyniki w osiągnęła w sezonie 2019/2020, kiedy to zajęła 5. miejsce w klasyfikacji generalnej AFU, natomiast w klasyfikacji slopestyle’u była druga.
W 2017 roku wywalczyła złoty medal w slopestyle’u podczas mistrzostw świata w Sierra Nevada. W zawodach tych wyprzedziła Zoi Sadowski-Synnott z Nowej Zelandii i Japonkę Miyabi Onitsukę. Na tych samych mistrzostwach była też szósta w big air. W 2018 roku wystartowała na igrzyskach olimpijskich w Pjongczangu wywalczyła srebrny medal w slopestyle’u, przegrywając tylko z Jamie Anderson. W styczniu 2019 roku wywalczyła złoty medal w big air podczas zawodów X-Games rozgrywanych w amerykańskim Aspen. Rok później podczas Winter X Games 24 zdobyła kolejny medal, tym razem srebrny w slopestyle’u. Podczas Winter X Games 25 powiększyła swój dorobek medalowy w tych zawodach o brąz wywalczony w slopestyle’u. W marcu 2021 roku zdobyła złoty w big air podczas mistrzostw świata w Aspen.

## Osiągnięcia

### Igrzyska olimpijskie
| Miejsce | Dzień     | Rok  | Miejscowość | Konkurencja | Zwyciężczyni   |
| ------- | --------- | ---- | ----------- | ----------- | -------------- |
| 2.      | 12 lutego | 2018 | Pjongczang  | Slopestyle  | Jamie Anderson |
| 12.     | 22 lutego | 2018 | Pjongczang  | Big air     | Anna Gasser    |

### Mistrzostwa świata
| Miejsce | Dzień    | Rok  | Miejscowość   | Konkurencja | Zwyciężczyni         |
| ------- | -------- | ---- | ------------- | ----------- | -------------------- |
| 1.      | 11 marca | 2017 | Sierra Nevada | Slopestyle  | –                    |
| 6.      | 17 marca | 2017 | Sierra Nevada | Big air     | Anna Gasser          |
| 9.      | 9 lutego | 2019 | Park City     | Slopestyle  | Zoi Sadowski-Synnott |
| 12.     | 12 marca | 2021 | Aspen         | Slopestyle  | Zoi Sadowski-Synnott |
| 1.      | 16 marca | 2021 | Aspen         | Big air     | –                    |

### Puchar Świata

#### Miejsca w klasyfikacji generalnej
- - AFU[5]
- sezon 2011/2012: 34.
- sezon 2013/2014: 89.
- sezon 2014/2015: 21.
- sezon 2015/2016: 29.
- sezon 2016/2017: 18.
- sezon 2017/2018: 19.
- sezon 2018/2019: 12.
- sezon 2019/2020: 5.
- sezon 2020/2021: 14.

#### Miejsca na podium w zawodach
1. Cardrona – 22 sierpnia 2015 (slopestyle) – 2. miejsce
2. Seiser Alm – 27 stycznia 2017 (slopestyle) – 2. miejsce
3. Quebec – 24 marca 2018 (big air) – 2. miejsce
4. Pekin – 24 listopada 2018 (big air) – 3. miejsce
5. Québec – 16 marca 2019 (big air) – 2. miejsce
6. Pekin – 14 grudnia 2019 (big air) – 3. miejsce
7. Mammoth Mountain – 1 lutego 2020 (slopestyle) – 2. miejsce
8. Calgary – 16 lutego 2020 (slopestyle) – 1. miejsce